# George Cox (calciatore)
George Frederick Cox (Worthing, 14 gennaio 1998) è un calciatore inglese, difensore svincolato.

## Caratteristiche tecniche
È un terzino sinistro.

## Carriera
Cresciuto nel settore giovanile del Brighton, nel 2018 ha rischiato di terminare anzitempo la propria carriera per via di un problema al cuore.
Ha esordito fra i professionisti il 12 gennaio 2019 disputando con il Northampton Town l'incontro di Football League Two vinto 3-0 contro il Carlisle Utd. Nell'estate del 2019 si è trasferito al Fortuna Sittard, club della prima divisione olandese.

## Statistiche
Statistiche aggiornate al 1º settembre 2019.

### Presenze e reti nei club
| Stagione        | Squadra          | Campionato      | Campionato | Campionato | Coppe nazionali | Coppe nazionali | Coppe nazionali | Coppe continentali | Coppe continentali | Coppe continentali | Altre coppe | Altre coppe | Altre coppe | Totale | Totale | Totale |
| Stagione        | Squadra          | Comp            | Pres       | Reti       | Comp            | Pres            | Reti            | Comp               | Pres               | Reti               | Comp        | Pres        | Reti        | Pres   | Reti   |        |
| --------------- | ---------------- | --------------- | ---------- | ---------- | --------------- | --------------- | --------------- | ------------------ | ------------------ | ------------------ | ----------- | ----------- | ----------- | ------ | ------ | ------ |
| 2018-2019       | Northampton Town | FL2             | 5          | 0          | FACup+CdL       | 0               | 0               |                    | -                  | -                  | EFLT        | 0           | 0           | 5      | 0      |        |
| 2019-2020       | Fortuna Sittard  | ED              | 3          | 0          | CO              | 0               | 0               |                    | -                  | -                  |             | -           | -           | 3      | 0      |        |
| Totale carriera | Totale carriera  | Totale carriera | 8          | 0          |                 | 0               | 0               |                    | -                  | -                  |             | 0           | 0           | 8      | 0      |        |